# 阮福永球
阮福永球（1922年2月3日—2007年3月18日），越南阮朝皇子，出生於1922年的留尼汪首府圣坦尼市位於國道九號的成泰帝居所，經過25年的海外生活，1947年获准返回越南，居所位于芹苴市，1951年他和李玉華结婚。2007年3月18日，85岁的他在芹苴市的121軍醫院去世，遺體火化後安放於顺化市的安陵。

## 子女
阮福永球有6子1女
- 阮福保陪
- 阮福保隯
- 阮福保䧚
- 阮福保禄
- 阮福保隍
- 阮福保才[3]
- 阮福清姞